# Métrica de Kerr-Newman
A métrica de Kerr-Newman descreve um buraco negro de Kerr-Newman ou buraco negro em rotação com carga elétrica, que é aquele que se define por três parâmetros: a massa M, o momento angular J e a carga elétrica Q. Esta solução foi obtida em 1960 pelos matemáticos Roy Kerr e Erza Newman às equações de campo da relatividade para objetos massivos eletricamente carregados e com conservação de momento angular.
O buraco negro de Kerr-Newman é uma região não isotrópica que é delimitada por três regiões: um horizonte de Cauchy, um horizonte de eventos externo e uma ergoesfera. Devido à conservação do momento angular, a forma que toma o conjunto é a de um elipsoide, em cujo interior contém uma singularidade em forma de anel ou toro comprimido a volume praticamente zero (o caso contrário seria um buraco negro de Reissner-Nordstrom).
A fórmula que determina ao limite estático da ergoesfera depende da massa, a carga e o momento angular do buraco negro.
{\displaystyle r_{s}=M+{\sqrt {M^{2}-a^{2}\cos ^{2}\theta -Q^{2}}}}
Onde {\displaystyle r_{s}} é o perímetro da ergoesfera, M é a massa, a o parâmetro de rotação {\displaystyle J \over M} onde J é o momento angular, e Q é a carga elétrica.
Portanto o equacionamento que determina as bordas de suas horizontes de eventos é assim:
{\displaystyle r=r_{\pm }=M\pm {\sqrt {M^{2}-a^{2}-Q^{2}}}}
Onde {\displaystyle r_{\pm }} é a distância de cada horizonte de eventos, sendo o valor de {\displaystyle r_{+}} para o horizonte de eventos externo, e o valor de {\displaystyle r_{-}} para o horizonte de eventos interno.

## Sobre Q e J em um buraco de Kerr-Newman
O que ocorre ao combinar-se Q e J
Devido a que a velocidade de rotação tende a ser muito alta, o horizonte de eventos se divide em dois horizontes tal como descritos, o que gera enormes correntes de direção única entre eles, afetando o limite estático da ergoesfera, que força a alguns fótons a serem emitidos como raios gama.
Outro fenômeno comum neste tipo de buracos negros, e cuja energia depende diretamente de sua velocidade, é a formação de intensos campos magnéticos e correntes de gás ionizado perpendiculares ao disco de acreção que forma redemoinho em torno da ergoesfera.
Sobre a relação Q e J com M no raio giromagnético
Os valores que tomam a carga elétrica e o momento angular são muito importantes na anatomia de um buraco negro de Kerr-Newman, devido a que é sua relação a que determina o limite concreto entre seus horizontes e o raio giromagnético ou momento magnético dipolar sendo sua fórmula {\displaystyle r_{g}={2Mm \over JQ}} onde {\displaystyle r_{g}} é o raio giromagnérico e m é o momento magnético. Existem basicamente três relações:
- | Q | ^ J < M, aqui o momento magnético dipolar é maior, o que significa que se gera um ligeiro efeito de eletro-imã fora da ergoesfera. Os horizonte se mantém a adequada distância.
- |Q | ^ J = M, para este caso o dipolo é normal, criando-se um campo magnético moderado. Os horizontes se fundem em um único horizonte de eventos que rodeia à singularidade em forma de anel.
- | Q | ^ J > M, este caso em particular não é o mais comum, aqui o efeito do campo magnético é muito intenso e os horizontes desaparecem deixando à singularidade visível, mas este parece estar proibido pela regra do censura cósmico, idealizada por Roger Penrose, que não permite singularidades nuas.